# Charlottenlund Slot
 For alternative betydninger, se Charlottenlund Slot (flertydig). (Se også artikler, som begynder med Charlottenlund Slot)
Charlottenlund Slot (tidligere kendt som Gyldenlund) er et slot i Charlottenlund nord for København. Slottet er opkaldt efter Prinsesse Charlotte Amalie, der lod bygningen opføre ved arkitekten Johan Cornelius Krieger i årene 1731-1733. Slottet blev i starten af 1880'erne ombygget og udvidet ved arkitekten Ferdinand Meldahl for Kong Frederik 8.
Charlottenlund Slot anvendtes gennem tiden som sommeresidens for forskellige medlemmer af kongefamilien. Kong Christian 10. af Danmark og Kong Haakon 7. af Norge er født på slottet. Det husede fra 1936 til 2017 Dansk biologisk Station, Danmarks Fiskeri- og Havundersøgelser og DTU Aqua. I dag anvendes Slottet som kontorhotel og kultur-, konference- og eventcenter.

## Historie

### Oprettelse
I 1622 blev et stykke af Ordrups marker inddraget af Christian 4. som dyrehave. Den skulle erstatte Rosenborg Dyrehave som lå udenfor Københavns volde ved den nuværende Øster Farimagsgade. Den nye dyrehave gik i begyndelsen under flere navne: "Kongens nye dyrehave ved Skovshoved", "Gentofte dyrehave ved stranden", "Den lille dyrehave ved Ibstrub" eller "Freudendahl".
Frederik 3. overdrog dyrehaven til kammertjeneren Jacob Petersen i 1663, der ikke bare fik tilladelse til, men også en vidtstrakt eneret på at drive beværtning med udskænkning af øl og vin. Kroen skulle være åben for alle og der blev også etableret allehaande Leg og Spil til Tidsfordriv som det hed i overdragelsesbrevet.
Jacob Petersen drev dog ikke stedet selv. Han havde taget Henrik Ruse ind som medejer, og de bortforpagtede driften.

### Gyldenlund
Jacob Petersen var ansat ved hoffet, og nogle hofstridigheder gjorde at han måtte forlade landet; da han var ude af billedet blev både hans og Ruses andele overtaget af Ulrik Frederik Gyldenløve, søn af Kong Frederik 3. og Margrethe Pape. Området blev nu kaldt Gyldenlund – først som et folkeligt navn siden officielt. Gyldenløve forbedrede bygningerne og fiskedammene og byggede et lysthus på stedet. Man ved ikke hvor det lå, men det antages, at det var ved det nuværende slot.
Gyldenløve havde kun stedet i ti år, hvorefter Frederik 3. forlangte det tilbage og i stedet gav Gyldenløve skøde på hovedgården Skjoldenæsholm ved Ringsted. Navnet Gyldenlund hang dog ved i mange år fremefter.
Med kongen som ejer blev stedet flittigt brugt til sommerophold og jagt. Kong Christian 5. anlagde Jægersborg Allé som en paradevej til at forbinde Gyldenlund med Jægersborg Slot. Alléen var ligesom de øvrige kongeveje forbeholdt kongehuset samt rigets dignitarer og spærret med bomme i begge ender. Lysthuset blev moderniseret i 1717 for at få en kapacitet, der svarede til anvendelsen, og der blev ofret betydelige summer på have og bygninger.

### Charlottenlund
Kong Christian 6. forærede i 1730 Gyldenlund til sin ugifte søster Prinsesse Charlotte Amalie, som i årene 1731-1733 opbyggede Charlottenlund Slot fra bunden. Opførelsen blev ledet af ingeniør H.H. Scheel, sandsynligvis efter tegninger udført af arkitekten Johan Cornelius Krieger. Materialerne kom i vidt omfang fra Københavns Slot, som blev nedrevet på det tidspunkt for at give plads til det første Christiansborg Slot. Prinsesse Charlotte Amalie endte med at synes så godt om området og slottet, at Gyldenlund ændrede navn til Charlottenlund, som slottet og den omkringliggende bydel hedder den dag i dag. Prinsesse Charlotte Amalie anvendte slottet frem til sin død i 1782.
Slottet beboedes herefter af forskellige medlemmer af kongefamilien. I midten af 1800-tallet var Charlottenlund Slot i mange år sommerresidens for Kong Christian 8.'s søster Prinsesse Charlotte og hendes mand Landgreve Vilhelm af Hessen-Kassel. Noget usædvanligt for en kongelig residens forblev slotshaven åben for offentligheden, og var gennem 1800-tallet et populært udflugtsmål for københavnerne. I området lå desuden traktørstedet Over Stalden omgivet af forlystelser som ved Dyrehavsbakken.
I 1869 fik Kronprins Frederik (den senere Frederik 8.) og hans hustru Louise af Sverige-Norge efter deres bryllup tildelt Charlottenlund Slot som sommerresidens. Her havde de et fristed væk fra hoflivet på Amalienborg, og flere af deres børn, heriblandt de senere konger Christian 10. af Danmark og Haakon 7. af Norge, blev født på slottet. I 1880-81 blev slottet udvidet og ændret drastisk, idet det blev udstyret med to tværfløje og en kuppel med lanterne. Det skiftede derved delvist karakter og fremtrådte derefter i en blanding af fransk renæssancestil (kuplen) og klassisk senbarok (resten af slottet). Arkitekten bag denne ombygning var Ferdinand Meldahl og murermester Christian Peder Wienberg. I 1883 opførte Meldahl yderligere en kavalerbygning og en økonomibygning langs Jægersborg Allé. Enkedronning Louise anvendte slottet frem til sin død i 1926.

### Slottets indre
Charlottenlund Slots indre giver et enestående indblik i Christian 6.-tidens interiørkunst. Ikke mindst slottets repræsentative gemakker – riddersalen, havesalen og de tilstødende saloner – er rige på arkitektoniske detaljer, som vidner om senbarokkens hang til det elegante og effektfulde. Over riddersalens to kaminer er indplaceret to malerier, såkaldte ’kaminstykker’, som forestiller Charlotte Amalies bror og svigerinde, det regerende kongepar, Christian 6. og Sophie Magdalene. Værkerne er udført af hofmalerne Johann Salomon Wahl og Andreas Møller i slutningen af 1730’erne og blev sandsynligvis skænket til prinsesse Charlotte Amalie af kongeparret selv. Som kunstværker regnes de to helfigursportrætter som fyrsteikonografiske hovedværker, ikke mindst fordi de er malet på et særdeles højt niveau og samtidig indkapsler forestillingen om kongeparret som Guds udvalgte herskere i konkret, visuel form. Kunsthistorikeren Torben Holck Colding har ligefrem betegnet portrættet af dronning Sophie Magdalene som ”…hovedportrættet af samtlige eksisterende portrætter af dronningen”.

## I dag
Kongefamilien forlod slottet i 1935, hvorefter det meste blev overtaget af Dansk Biologisk Station, senere Danmarks Fiskeri- og Havundersøgelser og DTU Aqua. Fra 1939 til 2012 husede bygninger i et hjørne af slotshaven Danmarks Akvarium, indtil det blev flyttet til Den Blå Planet på Amager.
I 2017 overtog Charlottenlund Slot ApS driften af slottet, som efter en omfattende restaurering, nu fungerer som kontorhotel, konference- og selskabslokation og huser kulturelle arrangementer. Slottet ejes fortsat af staten. I starten af 2022 meddeltes det, at Slots- og Kulturstyrelsen efter en langvarig uenighed med Gentofte Kommune om udnyttelsen af slottet og haven, agtede at sætte det til salg inden for få måneder.
Charlottenlund Slotshave og Slot er åben for offentligheden.